# Asociación General de Estudiantes Universitarios Salvadoreños
La Asociación General de Estudiantes Universitarios Salvadoreños (AGEUS) fue una organización estudiantil de la Universidad de El Salvador (UES), siendo fundada en San Salvador, ciudad capital de El Salvador, con la finalidad de defender los intereses de los alumnos de esa institución de educación superior. 

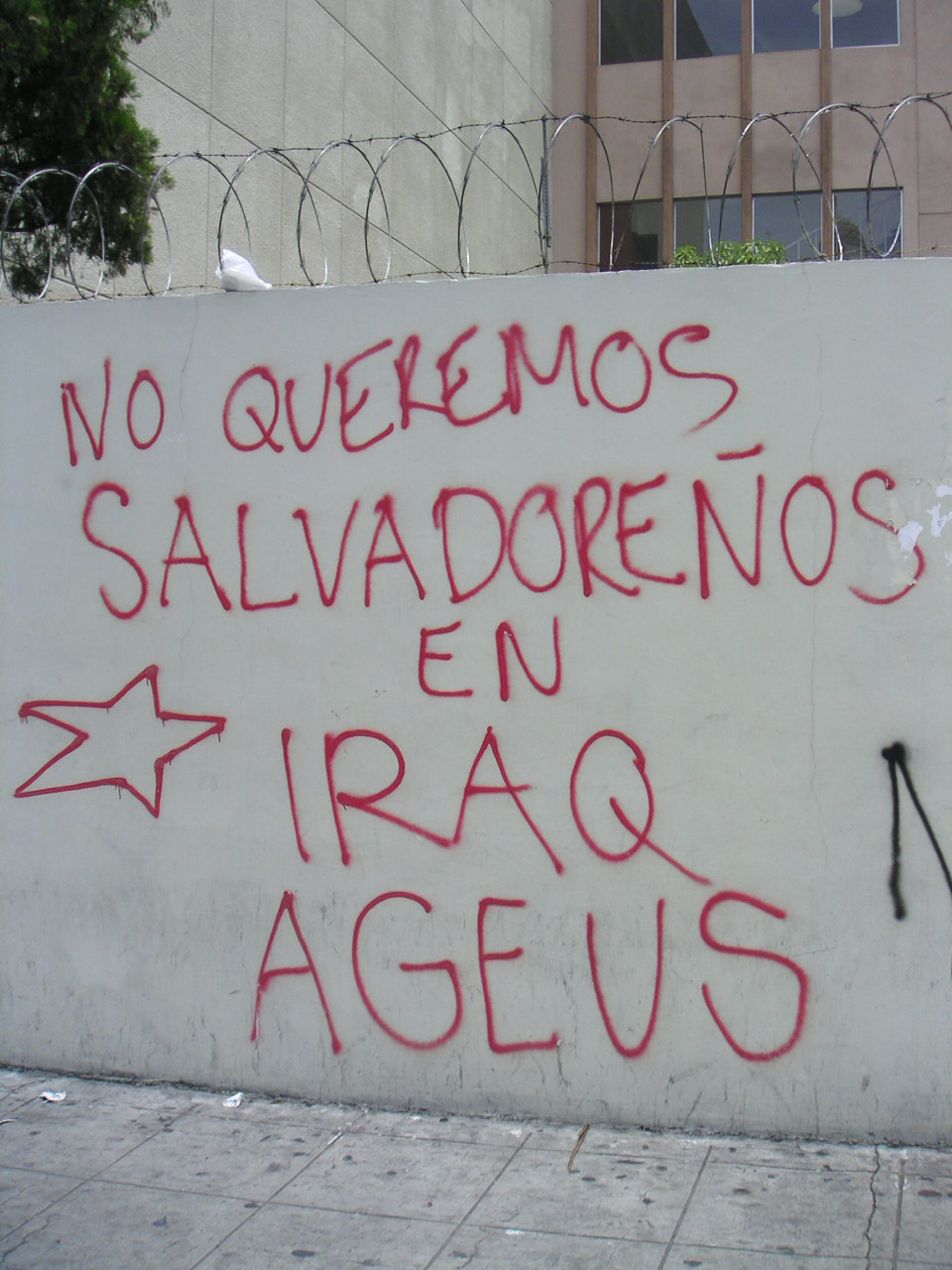
Grafiti hecho por la AGEUS en San Salvador, El Salvador.

## Historia

### Creación
Fue creada en 1927, durante el gobierno del presidente Pío Romero Bosque. Entre sus fundadores se encontraban los estudiantes universitarios Alfonso Luna, Mario Zapata y Agustín Farabundo Martí, quienes fueron fusilados por el gobierno del presidente Maximiliano Hernández Martínez el 1 de febrero de 1932, por considerar que eran los líderes del levantamiento campesino que había ocurrido a mediados del mes pasado en la zona occidental de El Salvador.

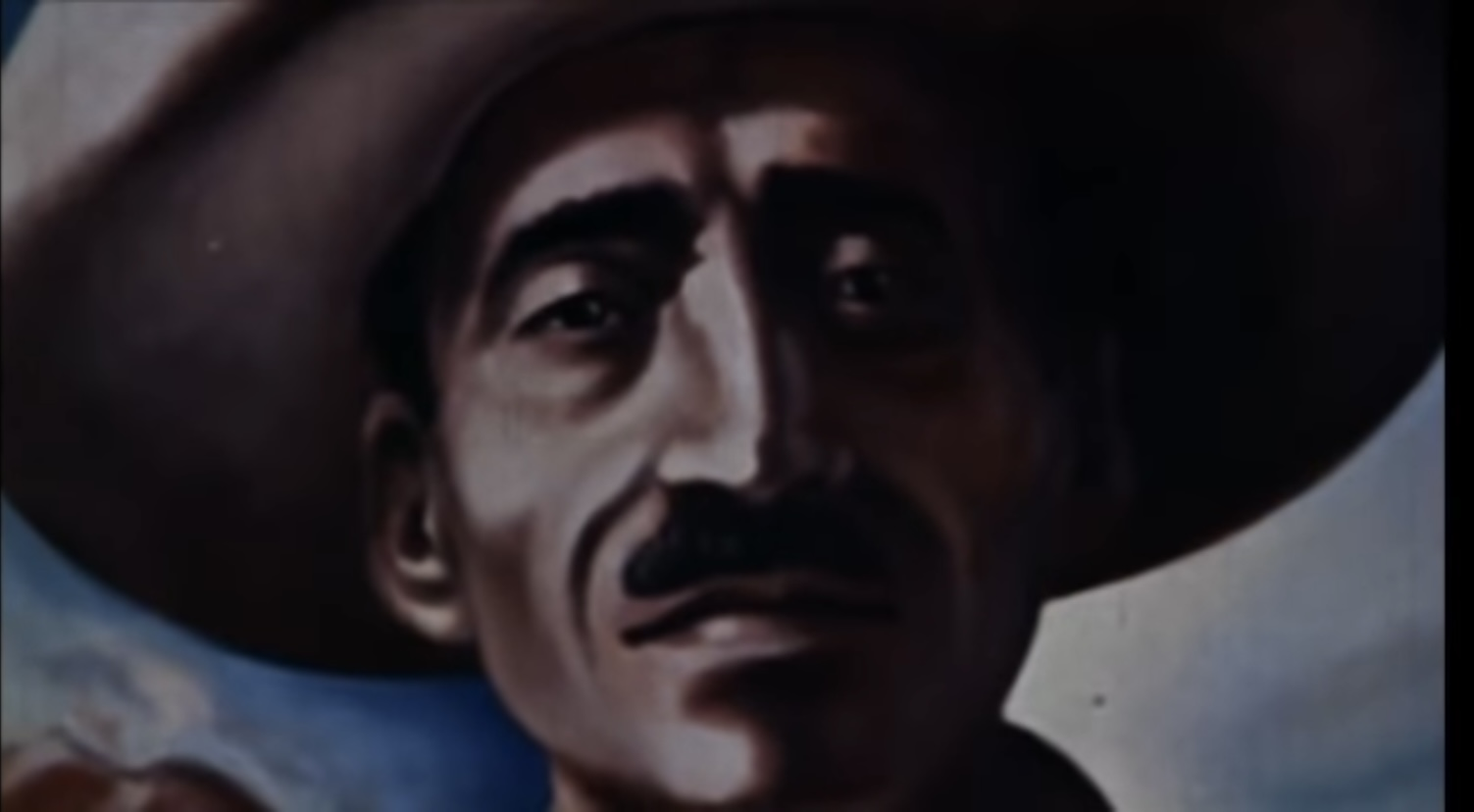
Agustín Farabundo Martí

### Actividades
En 1918 fue fundado el periódico universitario «Opinión Estudiantil», como un medio de comunicación crítico de los alumnos de la UES hacia las actuaciones del gobierno. Entre sus primeros redactores se encontraban Inocente Rivas Hidalgo, Rafael Angulo Alvarenga, Alfonso Rochac, Raúl Gamero, Maximiliano Patricio Brannon, Miguel Ángel Alcaine y Rafael Antonio Carballo. Aunque este periódico universitario fue fundado antes de la creación de la AGEUS, se convertiría después en el órgano oficial de dicha organización estudiantil.
La AGEUS también tuvo su propia revista cultural en la década de 1930.

### Disolución
La AGEUS fue disuelta finalmente en el año 2000. No obstante, las autoridades de la UES mantuvieron la esperanza del resurgimiento de la AGEUS, ya que en el artículo 82-C del Reglamento General de la Ley Orgánica de la UES de 2001, agregado al texto original de ese cuerpo normativo mediante una reforma aprobada el 6 de junio de 2003, se expresa que a nivel general de la alma mater se reconoce la existencia de una sola asociación general representativa de los intereses de los estudiantes de la UES, la cual se denominará Asociación General de Estudiantes de la Universidad de El Salvador, que se abreviará "AGEUS", y que se constituirá de carácter federativo por las asociaciones generales de cada una de sus doce facultades. Y por su parte, el artículo 8 del Reglamento de la Gestión Académico-Administrativa de la Universidad de El Salvador, aprobado en 2013, dispone que el Comité de Ingreso Universitario estará integrado por el Vicerrector Académico, quien lo coordinará; los Vicedecanos, el Secretario de Asuntos Académicos y dos representantes estudiantiles designados por la Asociación General de Estudiantes de la Universidad de El Salvador; y que mientras esta última no esté constituida y registrada legalmente, la representación estudiantil será asumida por dos representantes estudiantiles designados, uno por el Consejo Superior Universitario y otro por la Asamblea General Universitaria y sus respectivos suplentes.